# Lasioideae
Lasioideae es una subfamilia de plantas con flores pertenecientes a la familia Araceae. Contiene diez géneros.

## Géneros
- Anaphyllopsis,
- Anaphyllum,
- Cyrtosperma,
- Dracontioides,
- Dracontium,
- Lasia,
- Lasimorpha,
- Podolasia,
- Pycnospatha,
- Urospatha.